# New Year’s Day (U2-Lied)

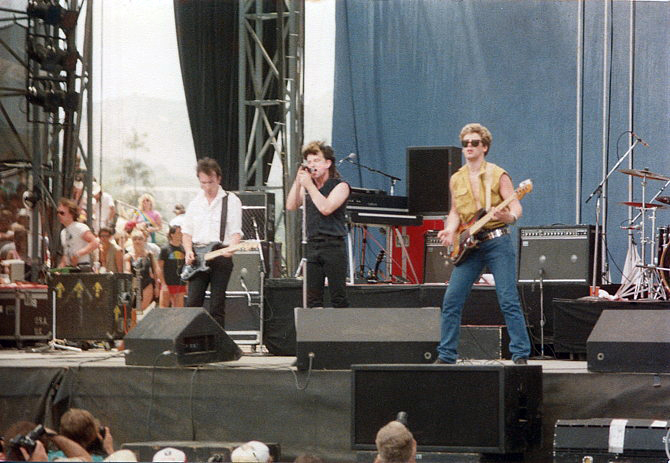
U2 (1983)

New Year’s Day ist ein Song der Rockband U2. Es ist das längste Lied auf dem 1983 erschienenen Album War und wurde im Januar 1983 sieben Wochen vor dem Album veröffentlicht. Der Liedtext handelt von der polnischen Solidarność-Bewegung.
New Year’s Day wird neben Bonos Gesang geprägt von Adam Claytons markanter Basslinie und dem Klavier- und Gitarrenspiel von The Edge. Die Single erreichte Platz 10 der britischen Charts und war ihr erster internationaler Hit. 2010 zeichnete das Rolling Stone Magazin die Single auf Platz 435 ihrer Die 500 besten Songs aller Zeiten (Rolling Stone).

## Text und Komposition
Der Text hatte seinen Ursprung in einem Liebeslied von Bono an seine Frau, wurde dann aber umgestaltet und handelte nun von der polnischen Solidarność-Bewegung. Die Basslinie stammt von Bassist Adam Clayton, der während eines Soundchecks versuchte, die Akkorde des Visage-Songs Fade to Grey nachzuspielen.
1983 sagte Bono über den Song:

„Ich denke, die Tatsache, dass 'New Year's Day' es in die Top Ten geschafft hat, deutet auf eine Desillusionierung der Plattenkäufer hin. Ich glaube nicht, dass 'New Year's Day' eine Pop-Single war, jedenfalls nicht in der Art und Weise, wie Mickie Most eine Pop-Single als etwas definieren würde, das drei Minuten dauert und drei Wochen in den Charts bleibt. Ich glaube nicht, dass wir diese Art von Song hätten schreiben können.“

## Konzerte
New Year’s Day gehört zu den sieben am häufigsten live gespielten Songs von U2 und wurde über 800 Mal gespielt.

## Musikvideo
Das Video war eines der ersten, das auf MTV eine hohe Verbreitung hatte. Es wurde im Dezember 1982 in Sälen in Schweden gefilmt. Die Band trat nur in den Nahaufnahmen auf. U2-Gitarrist Edge verriet in der U2-Biografie, dass die vier Personen, die in dem Video auf einem Pferd reiten und die vier U2-Mitglieder zu sein schienen, in Wirklichkeit vier schwedische Mädchen waren, die als U2-Mitglieder verkleidet waren und mit Gesichtsmasken auf Pferden ritten, weil die Band von den Dreharbeiten bei Minusgraden am Vortag durchgefroren war. In ihrer Biographie heißt es, dass Bono sich trotz des kalten Wetters weigerte, eine Kopfbedeckung zu tragen und große Schwierigkeiten hatte, den Text zu singen. Das Video zeigt auch Aufnahmen von sowjetischen Truppen im Winter während des Zweiten Weltkriegs.